# Товарный № 717
«Товарный № 717» — советский фильм режиссёра Николая Лебедева 1931 года.
Вышел на экраны в 1932 году.

## Сюжет
Фильм об участии пионеров в производственной жизни предприятия.
Пионерский отряд завода сельскохозяйственных машин получает письмо с просьбой помочь быстрому выполнению заказа. Пионеры откликаются на просьбу. Они связываются с дирекцией завода, выявляют прогульщиков, регистрируют простои, рисуют плакаты.
Заказ досрочно выполнен. Для его доставки пионеры формируют железнодорожный состав № 717. Заказ поступает вовремя.

## В ролях
Жорж Богданов, В. Забелина.

## Оценки фильма
Киновед Кира Парамонова писала, что «в фильме „Товарный № 717“ режиссёр … делал своих юных героев вершителями судеб взрослых, способными решать сложнейшие жизненные вопросы и производственные дела». «Всё это было данью времени, — писала она, — закономерным просчётом молодого режиссёра, ищущего для своего зрителя выражения гражданской темы».